# Istrischer Schafskäse
Der Istrische Schafskäse (kroatisch Istarski ovčji sir) ist eine kroatische traditionelle regionale Schafsmilchkäse-Spezialität, die hauptsächlich in der Region Istrien und Umgebung hergestellt wird. Der Käse gehört zur Gruppe der  Vollfettkäse.

## Herstellung und Eigenschaften
Der Istrische Schafskäse wird nach  traditioneller Herstellungsmethode aus frischer oder pasteurisierter Schafsmilch durch Koagulation hergestellt. Der Milch wird in der Regel kein Fett  entzogen und es werden keine Zusatzstoffe hinzugefügt.
Die Konsistenz vom Istrischen Schafskäse ist spröder als die von Kuhkäse. Textur, Schnitt, Farbe, Geschmack und Geruch können sich durch die Alterung des Käses ändern. Die Farbe der Käserinde verändert sich mit der Reifung von milchig-gelb zu hellgelb, und die Farbe des Käses im Querschnitt wechselt sich von milchig-gelb zu strohgelb.
Der Käse wird nach einer Reifezeit von mindestens 60 Tagen auf den Markt gebracht und weist folgende Eigenschaften auf: Trockenmasse mindestens 60 %, Fett in der   Trockenmasse mindestens 45 %, Zylinderdurchmesser 16 bis 22 cm, Höhe 6 bis 9 cm, Gewicht 1,8 bis 4,5 kg, Beschaffenheit leicht elastisch, aber leicht zu schneiden.

## Geschmack
Der Geschmack des Istrischen Schafskäses hat eine ausgeprägte Note. Der Käse hat einen vollen Geschmack, der ein Sättigung vermittelt, er ist salzig und würzig. Er zeichnet sich auch durch den milden Geruch von frisch geschnittenem Gras aus. 